# Jeans (filme)
Jeans é um filme indiano de 1998 dirigido por S. Shankar. 
Foi selecionado como representante da Índia à edição do Oscar 1999, organizada pela Academia de Artes e Ciências Cinematográficas.

## Elenco
- Prashanth - Vishwanathan/Ramamoorthy
- Aishwarya Rai - Madhumitha
- Nassar - Nachiappan/Pechiappan Rajamani
- Lakshmi - Krishnaveny
- Raju Sundaram - Madhesh